# نورث المونته (کالیفرنیا)
نورث المونته (به انگلیسی: North El Monte) یک منطقهٔ مسکونی در ایالات متحده آمریکا است که در شهرستان لس‌آنجلس، کالیفرنیا واقع شده‌است. نورث المونته ۱٫۰۹۶ کیلومتر مربع مساحت و ۳٬۷۲۳ نفر جمعیت دارد و ۱۰۱ متر بالاتر از سطح دریا واقع شده‌است.